# Loxostege turbidalis
Loxostege turbidalis — вид лускокрилих комах родини вогнівок-трав'янок (Crambidae).

## Поширення
Вид поширений в Європі та Північній Азії від Франції до Японії. Присутній у фауні України.

## Опис
Розмах крил 28-33 мм.
Метелики літають у червні-липні. Личинки живляться листям різних видів полину (Artemisia).

## Підвиди
- Loxostege turbidalis turbidalis
- Loxostege turbidalis inornatalis Leech, 1889 (Японія)